# Linwood Peak
Linwood Peak är en bergstopp i Antarktis. Den ligger i Västantarktis. Inget land gör anspråk på området. Toppen på Linwood Peak är 397 meter över havet.
Terrängen runt Linwood Peak är lite kuperad. Trakten är obefolkad. Det finns inga samhällen i närheten.